# Swann Oberson
Swann Oberson, née le 26 juillet 1986 à Genève, est une nageuse suisse.

## Biographie
Spécialiste des 200, 400 et 800 mètres nage libre. Lors de la Coupe du monde 2007 à Moscou, elle remporte la médaille d'argent sur le 800m nage libre. Elle obtient une cinquième place sur le 400 m nage libre.
Licenciée au Natation Sportive Genève (NSG) depuis 1998, elle est entraînée par Jean Lagier.
Swann Oberson fait partie de la délégation suisse aux Jeux olympiques d'été de 2008 à Pékin dans la nouvelle discipline de nage en eau libre sur 10 km. Elle a terminé à la 6e place avec écart de 9.2 secondes entre elle et la championne olympique Larisa Ilchenko. Elle remet ça en 2012, mais termine cette fois au 19e rang.
Aujourd'hui, elle s'est reconvertie dans l'enseignement après avoir achevé une formation à l'Université de Lausanne, en filière sciences du sport, avec un Bachelor à la clé. Depuis la rentrée d'août 2018, elle exerce en tant que maîtresse d'éducation physique dans un établissement primaire Genevois.

## Palmarès

### Championnats de Suisse
- 2005 (hiver); Lausanne
  -  championne suisse sur 200 m libre
  -  championne suisse sur 400 m libre
  -  championne suisse sur 800 m libre
- 2006 (été); Genève
  -  3e sur 200 m libre
  -  vice-championne suisse sur 400 m libre
  -  vice-championne suisse sur 800 m libre
- 2006 (hiver); Savosa
  -  3e sur 200 m libre
  -  championne suisse sur 400 m libre
  -  championne suisse sur 800 m libre
- 2007 (été); Zurich
  -  vice-championne suisse sur 200 m libre
  -  vice-championne suisse sur 400 m libre
  -  vice-championne suisse sur 800 m libre
- 2008 (hiver); Uster
  -  3e sur 200 m libre
  -  championne suisse sur 400 m libre
  -  championne suisse sur 800 m libre
- 2008 (hiver); Genève
  -  vice-championne suisse sur 200 m libre
  -  vice-championne suisse sur 400 m libre
  -  vice-championne suisse sur 800 m libre

### Swiss Open
- 2005; Genève
  -  médaille d'or sur 200 m libre
  -  médaille d'or sur 400 m libre
  -  médaille d'or sur 800 m libre
- 2006; Bâle
  -  médaille d'or sur 400 m libre
  -  médaille d'or sur 800 m libre

### Compétitions internationales
- 2005; Championnats du monde Universitaires à Izmir
  - Finaliste sur 400m et 1500m nage libre
- 2006; Coupe du monde à Berlin
  - 21e sur 400m nage libre, 15e sur 800m nage libre
- 2006; Coupe du monde à Stockholm
  - 15e sur 400m nage libre, 12e sur 800m nage libre
- 2006; Danish International swim cup
  -  médaille de bronze sur 200 m brasse
  -  médaille d'argent sur 400 m libre
  -  médaille d'argent sur 800 m libre
- 2007; Championnats Internationaux de Genève
  -  médaille d'or sur 400 m libre
  -  médaille d'or sur 800 m libre
- 2007; Universiades - Bangkok
  - Finaliste B sur 400m nage libre; 7e sur 1500m nage libre
- 2007; Coupe du monde à Moscou
  - 5e sur 400m nage libre; 2e sur 800m nage libre
- 2007; Championnats d'Europe  Debrecen (Hongrie)
  - 12e sur 800m nage libre
- 2008; Championnats d'Europe  Eindhoven (Pays-Bas)
  - 5e sur 1500m nage libre; 17e sur 400m nage libre
- 2008; Championnats du Monde Open Water Séville (Espagne)
  - 13e sur 15 km
- 2008; Jeux olympiques d'été de 2008 à Pékin
  - 6e sur 10 km
- 2011; Championnats du Monde Open Water Shanghai (Chine)
  -  médaille d'or sur le 5 km
  - 9e sur 10 km